# Patrice-John O'Reilly
Pour les articles homonymes, voir O'Reilly.
Patrice-John O'Reilly (1806-1861) est un ecclésiastique catholique d'ascendance irlandaise qui fut curé de Saint-Côme (Gironde), près de Bazas, dans le département de la Gironde en France, de 1823 à 1843.
Il quitta ce ministère au profit de celui de Saint-Louis-de-Montferrand près de Bordeaux.
Passionné d'histoire, il écrivit et fit paraître quelques essais historiques ayant trait à la région où il vécut et exerça son sacerdoce.
- Essai sur l'histoire de la ville et de l'arrondissement de Bazas (depuis la conquête des romains dans la Novempopulanie jusqu'à la fin du 18e siècle), 1840, éd. J. Labarrière, Bazas, 470 p[3].
- Histoire de Verdelais, ou Voyage descriptif, historique et pittoresque à l'antique monastère du Luc, dans le diocèse de Bordeaux, 1844, éd. J. Labarrière, Bazas, 387 p[4].
- Histoire complète de Bordeaux, 1857-1860, 6 vol. in-8°, éd. J. Delmas, Bordeaux[5]